# Stenelmis xylonastis
Stenelmis xylonastis är en skalbaggsart som beskrevs av Schmude och Barr. Stenelmis xylonastis ingår i släktet Stenelmis och familjen bäckbaggar. Inga underarter finns listade i Catalogue of Life.